# Estação de Pelotas
A Estação Ferroviária de Pelotas é uma estação de trem do município brasileiro de Pelotas, no Rio Grande do Sul, conhecido como "Princesa do Sul" ou "Capital do Charque". Começou a ser construída no ano de 1881 e inaugurada em 2 de dezembro de 1884 por um consórcio francês. Em 1920 a mesma passou para o controle da VFRGS (Viação Férrea do Rio grande do Sul), empresa que administrava todas as linhas do estado. Este prédio fazia parte da Linha Cacequi-Marítima, que era composta pelas estações das cidades de Bagé (Gado), Pelotas (Charque) e Rio Grande (Porto) e formavam o tripé econômico da metade sul do estado.
No ano de 1959, ela foi transferida para a RFFSA (Rede Ferroviária Federal Sociedade Anônima) que a administrou até 1996, quando a mesma foi desativada para o transporte de passageiros. A reforma do prédio foi concluída e o mesmo foi entregue a população no dia 15 de Dezembro de 2014. No local funciona o Procon, o Cerest (Centro de Referencia em Saúde do Trabalhador), além da sede do Instituto Histórico e Geográfico de Pelotas - IHGPEL. Mesmo estando desativada para o transporte de passageiros, a Estação ainda possui, em seu pátio, uma sede de apoio da Rumo Logística. Em 2020, a Prefeitura Municipal revitalizou novamente o prédio da Estação, com nova iluminação noturna, pintura, pavimentação do entorno e instalação de bancos e bicicletários.